# 金川幸司
金川 幸司（かながわ こうじ 、1977年7月4日 - ）は、大阪府東大阪市出身の元サッカー選手、サッカー指導者である。ポジションはフォワード。日本サッカー協会公認C級コーチ。

## 来歴
阪南大学では関西学生サッカーリーグで2年連続得点王を獲得。2000年に大宮アルディージャに加入。しかし大宮では出番に恵まれず、2001年6月にJFLのNTT西日本熊本に期限付き移籍し、中心選手として活躍したが同年末に所属元の大宮から戦力外通告を受ける。NTT西日本熊本などから移籍のオファーがあったものの、海外に新天地を求めオーストラリア・クイーンズランド州のパインリバースに移籍し、2005年までプレーした。
2006年よりセレッソ大阪のサッカースクールコーチを務め、2016年より大宮のジュニアコーチを務めている。

## 所属クラブ
- 近畿大学附属高校
- 1996年 - 1999年 阪南大学
- 2000年 - 2001年 大宮アルディージャ
  - 2001年6月 - 12月 NTT西日本熊本FC （期限付き移籍）
- 2002年 - 2005年 パインリバース（英語版）（オーストラリア・クイーンズランド州リーグ）

## 個人成績
| 国内大会個人成績 | 国内大会個人成績 | 国内大会個人成績 | 国内大会個人成績 | 国内大会個人成績 | 国内大会個人成績 | 国内大会個人成績 | 国内大会個人成績 | 国内大会個人成績 | 国内大会個人成績 | 国内大会個人成績 | 国内大会個人成績 |
| 年度             | クラブ           | 背番号           | リーグ           | リーグ戦         | リーグ戦         | リーグ杯         | リーグ杯         | オープン杯       | オープン杯       | 期間通算         | 期間通算         |
| 年度             | クラブ           | 背番号           | リーグ           | 出場             | 得点             | 出場             | 得点             | 出場             | 得点             | 出場             | 得点             |
| 日本             | 日本             | 日本             | 日本             | リーグ戦         | リーグ戦         | リーグ杯         | リーグ杯         | 天皇杯           | 天皇杯           | 期間通算         | 期間通算         |
| ---------------- | ---------------- | ---------------- | ---------------- | ---------------- | ---------------- | ---------------- | ---------------- | ---------------- | ---------------- | ---------------- | ---------------- |
| 2000             | 大宮             | 23               | J2               | 0                | 0                | 0                | 0                | 0                | 0                | 0                | 0                |
| 2001             | 大宮             | 13               | J2               | 0                | 0                | 0                | 0                | -                | -                | 0                | 0                |
| 2001             | NTT熊本          | 16               | JFL              | 18               | 10               | -                | -                | 2                | 1                | 20               | 11               |
| 通算             | 日本             | 日本             | J2               | 0                | 0                | 0                | 0                | 0                | 0                | 0                | 0                |
| 通算             | 日本             | 日本             | JFL              | 18               | 10               | -                | -                | 2                | 1                | 20               | 11               |
| 総通算           | 総通算           | 総通算           | 総通算           | 18               | 10               | 0                | 0                | 2                | 1                | 20               | 11               |

## タイトル
- 1999年度 関西学生サッカーリーグ得点王

## 指導歴
- 2006年 - セレッソ大阪サッカースクールコーチ
- 2010年 - セレッソ大阪U-15コーチ
- 2016年 - 大宮アルディージャジュニアコーチ